# アジア排斥同盟
アジア排斥同盟（アジアはいせきどうめい、Asiatic Exclusion League、略称 AEL）は、20世紀初頭にアメリカ合衆国とカナダで結成された組織。アジア系移民を防止することを目的に掲げた。アジア人排斥同盟ともいう。
アジア排斥同盟は、1800年代から両国に広がっていたアジア人に対する白人人種主義の全体的な空気の産物であった。これは、人頭税の強制やその他の出入国管理政策に至り、さらに第二次世界大戦中の日系アメリカ人・日系カナダ人の強制収容に至った。

## アメリカ合衆国
アジア排斥同盟は1905年5月14日、サンフランシスコにおいて67の労働組合によって結成された。最初の会合に集まった労働運動指導者（ヨーロッパ系移民）の中には、サンフランシスコの建設労働組合評議会所属で、市長を務めたP. H. McCarthy や、海員組合の Andrew Furusethらもいた。この組織の目的は反アジアの宣伝を広げ、アジア系移民を制限する法律に影響を与えることにあった。特に対象となったのは、日本人・中国人・朝鮮人(現在の韓国人、北朝鮮人)であった。
アジア排斥同盟はサンフランシスコの教育委員会に圧力をかけ、アジア人学童を分離することに成功している。アジア排斥同盟が報告するところによれば、1908年までに231の組織が提携し、そのうち195の組織は労働組合であった。カリフォルニア州検事総長 Ulysses S. Webbは、アジア人の財産所有を制約する法律の制定に尽力した。

## カナダ

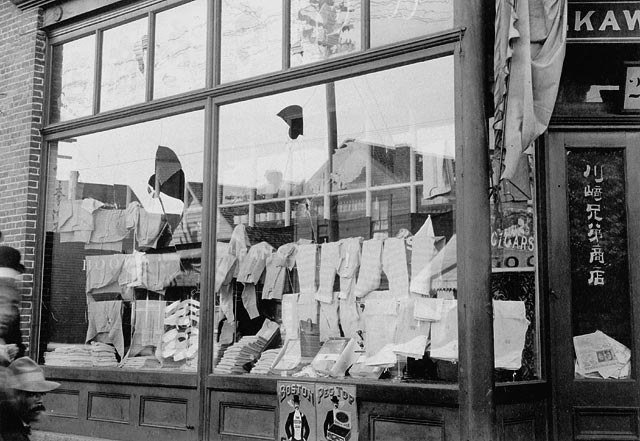
1907年のバンクーバーにおける暴動で被害を受けた日系商店

カナダのアジア排斥同盟は、アメリカ合衆国の組織の姉妹組織として、労働組合による後援の下、1907年8月12日にバンクーバーで結成された。かれらのスローガンは「東洋人をブリティッシュコロンビアに入れるな」（to keep Oriental immigrants out of British Columbia）であった 。

## バンクーバー暴動
1907年始めにアメリカ合衆国での転航禁止令によって日本人移民が渡航先をアメリカからカナダに変更したため、カナダ入国移民が急増したことが背景にあった。また、カリフォルニア州での排日運動に刺激されたという見方もある。
1907年9月7日、カナダのアジア排斥同盟の組織メンバーは市役所前で人種差別的な演説会を開いた。内容はアジア系移民の入国制限を訴えるものだった。演説に刺激された群衆はバンクーバーのチャイナタウンと日本人街を襲撃した。差別的なスローガンを叫びながらチャイナタウンに侵入した9,000人は投石などによる窓ガラスや家具の破壊活動を行い、数千ドル相当の被害を与えた。負傷者は二名ほどの小規模なものだった。群集は続いて日本人街（ジャパンタウン）に乱入した。しかし、チャイナタウンの住民が無抵抗であったのとは対照的に、日本人住民は日本刀や、棍棒や瓶で武装し、反撃した。この日系住民との衝突によって、地元新聞が「排日暴動」として報道し、カナダ全土の注目するところとなった。
事件を重く見たカナダ政府は調査委員会を設置し、日本へ特使を派遣した。カナダ政府は損害賠償として日本人被害者に9000＄、中国人に26000＄が支払われた。
アジア排斥同盟はこの暴動直後に最も大きな勢力を誇ったが、翌年以降は勢力を減少させていった。しかし1920年代初頭、アジア排斥同盟は再び浮上する。1923年に中国系移民を実質的に排斥する華人移民法（Chinese Immigration Act）が成立するが、この法案の審議中にアジア排斥同盟は4万人のメンバーを擁して要求を行っていた。

### 影響
アジア排斥同盟が引き起こしたバンクーバー暴動は、間接的にではあるがカナダ最初の薬事法の制定に影響している。労働次官ウィリアム・ライアン・マッケンジー・キング（のちの首相）は暴動による補償請求の調査を行った。このときアヘン製造業者から補償が請求されたことから、民間における薬物の販売状況の調査が行われた。キングは、白人女性にもアヘンの消費が広がっていることに危機感を抱いた。まもなく「薬用以外の目的でアヘンの製造・販売・輸入を禁止する」連邦法が制定されることになる。
またマッケンジー・キングは第二次大戦時にはカナダ首相となっていたが、戦時中に再び排日運動が大きくなると、バンクーバー暴動のことが頭をかすめ、日系人の太平洋岸からの強制移動・強制収容を実施した。

## 脚註
1. 1 2 3 4 5 6 7 8 9  高村宏子「ヴァンクーヴァー暴動」世界民族問題事典
2. ↑  Vancouver News-Advertiser, 7 September 1907.
3. ↑   Peter Ward, White Canada Forever: Popular Attitudes and Public Policy Toward Orientals in British Columbia. 3rd ed. Montreal and Kingston: McGill-Queen’s University Press, 2002, 73.
4. ↑   Kay J. Anderson, Vancouver’s Chinatown: Racial Discourse in Canada, 1875-1980. Montreal & Kingston: McGill-Queen’s University Press, 1995, 128.
5. ↑   Catherine Carstairs, “‘Hop Heads’ and ‘Hypes’: Drug Use, Regulation and Resistance in Canada, 1920-1961,” PhD thesis, University of Toronto, 2000, 24.

## 関連文献
- 日本外交文書第40巻第3冊(明治40年／1907年)
- Peter Ward, White Canada Forever: Popular Attitudes and Public Policy Toward Orientals in British Columbia. 3rd ed. Montreal and Kingston: McGill-Queen’s University Press.1978,2002.
- Sugimoto,H.H.,Vancouver Riot of 1907:A Canadian Episode,in Conroy,H.＆Miyakawa,T.S.,eds.East across the Pacific,Santa Barbara American Bibliographical Center CLIO Press,1972
- 高村宏子「ヴァンクーヴァー暴動」世界民族問題事典.